# Geiswasser
Geiswasser je občina v departmaju Haut-Rhin francoske regije Alzacija.
Leta 1990 je v občini živelo 223 oseb oz. 27 oseb/km².